# جيري لايبر ومايك ستولر
جيروم ليبر (25 أبريل 1933-22 أغسطس 2011) ومايكل ستولر (ولد 13 مارس 1933)  هما كاتبا أغاني أمريكيان اشتركا في تأليف الأغاني وإنتاج التسجيلات. حقق الاثنان النجاح بعدد من الأغاني الالشهيرة في الخمسينات مثل "Hound Dog" (1952) و "Kansas City" (1952). أفلب نجاحانتهم أتت خلال عملهم مع فريق كوسترز، بما في ذلك "Young Blood" (1957) و "Searchin" (1957) و "Yakety Yak" (1958) - التي استخدمت اللغة العامية الفكاهية للمراهقين وقتها.
ألف الثنائي أيضا عددًا من الأغاني الناجحة لإلفيس بريسلي، مثل "Love Me" (1956)، و «جيلهاوس روك» (1957)، و "Loving You"، و "Don't". كما تعاونوا مع كتّاب آخرين في أغاني مثل "On Broadway" التي ألفاها مع باري مان وسينثيا ويل. "Stand by Me"، مع بن إي كينغ؛ "Young Blood"، مع دوك بوموس؛ و "Spanish Harlem"، حيث اشترك فيها ليبر مع فيل سبيكتور. في عام 1964، أطلق الثنائي علامة ريد بيرد للتسجيلات مع جورج غولدنر وركزت على فرق الفتيات.
إجمالاً، كتب ليبر وستولر أو شاركا في كتابة أكثر من 70 أغنية دخلت مختلف قوائم مجلات الأغاني. تم إدخالهما في قاعة مشاهير كتاب الأغاني في عام 1985 والصالة الفخرية للروك آند رول في عام 1987.